# Quartier (Einheit)
Das Quartier war ein Volumenmaß für Flüssigkeiten. Der Geltungsbereich umfasste die zu einem Zollverband zusammengeschlossenen ehemaligen deutschen Kleinstaaten Hannover, Oldenburg, Schaumburg-Lippe und Braunschweig. Braunschweig gliederte sich schrittweise zwischen 1841 und 1843 dem preußischen Zollverein an (östliche Gebiete ab 1841, westliche Gebiete ab Ende 1842 und ab 1843 vollständig). Aber auch andere Regionen wie Hamburg, Lübeck, Rostock und Leipzig maßen Flüssigkeiten nach Quartier. Abweichungen waren durch Bier, Wein, Öl und Spirituosen bedingt.

## Zollregionen
- 1 Quartier = 47,228557 Pariser Kubikzoll = 0,936844 Liter

Die kleine Maßkette war
- 1 Ohm = 4 Anker = 40 Stübchen = 160 Quartier = 320 Nösel
- 240 Quartier = 6 Anker = 1 ½ Ohm = 1 Oxhoft

Eine ältere Einteilung war
- 1 Fass Bier = 4 Tonnen = 108 Stübchen = 432 Quartier 
  - 1 Tonne = 108 Quartier
- Braunschweig: 1 Fass Mumme = 100 Stübchen = 400 Quartier

## Hannover
In Hannover hatte bis 30. Juni 1837
- 1 Quartier = 49,424 Pariser Kubikzoll = 0,98039 Liter[1]

Ab 1. Juli 1837 waren auf der gesetzlichen Grundlage vom 19. August 1836 im Königreich Hannover
- 1 Quartier = 49,076 Pariser Kubikzoll = 0,973489 Liter 
  - 1 Stübchen = 2 Kannen = 4 Quartier = 8 Nösel = 196,3039 Pariser Kubikzoll = 3,893957 Liter

## Hamburg
- 1 Quartier = 45,634 Pariser Kubikzoll = 0,905 Liter
- 1 Viertel = 8 Quartier = 365 Pariser Kubikzoll = 7,24 Liter
- 1 Biertonne = 48 Stübchen = 192 Quartier (Brauordnung von 1751)
- 1 Schmaltonne = 32 Stübchen = 128 Quartier
- 1 Essigtonne = 30 Stübchen = 120 Quartier
- 1 Trantonne = 32 Stübchen = 128 Quartier = 116,04 Liter[3]

## Lübeck
Quartier als Weinmaß
- 1 Quartier = 45,844 Pariser Kubikzoll = 0,90938 Liter

Die Maßkette war 
- 1 Ohm = 4 Anker = 20 Viertel = 40 Stübchen = 80 Kannen = 160 Quartier = 7335,04 Pariser Kubikzoll = 145,5 Liter

## Rostock
Das Quartier war dem Hamburger gleich. Hier ist der Zweitname des Maßes Pot, aber tatsächlich immer etwas kleiner gemessen.
Die Maßkette war
- 1 Fuder = 4 Oxhoft = 6 Ahm/Ohm = 24 Anker  = 30 Eimer
  - 1 Eimer = 4 Viertel = 8 Stübchen = 16 Kannen = 32 Quartier/Pot = 64 Oesel/Ösel/Planken/Stück = 128 Ort/Pegel

## Leipzig
- 1 Schenkkanne = 2 Nösel = 8 Quartier = 60,7 Pariser Kubikzoll = 1,204 Liter

## Altona
Im deutschen Herzogtum Holstein, ehemals zu Dänemark gehörig, hatte
- 1 Biertonne = 96 Quartier = ½ Biertonne (Hamburg)

## Braunschweig
- 1 Quartier = 2 Nößel = 46 1/3 Pariser Kubikzoll = 0,92 Liter = 4/5 Quart (preuß.) = 7/11 Wiener Maß.[4]
- 4 Quartier = 1 Stübchen
- 160 Quartier = 1 Ahm
- 240 Quartier = 1 Orhost
- 960 Quartier = 1 Fuder

## Längenmaß
Das Quartier als Längenmaß war in Reval eine Unterteilung der geltenden Elle und fast der Elle (1:0,999953). von Riga gleich 
- 1 Elle = 4 Quartier = 238,308 Pariser Linien = 0,53758 Meter